# Джанузаков, Торекул
Тореку́л Джануза́ков (кирг. Төрөкул Жанузак уулу [tørøquɫ ʤanuzɑq u:ɫu]; псевдоним Кана́ев; 1893, Талды-Булак, Аулиеатинский уезд, Сырдарьинская область — 1921, Ферганская область, Туркестанская АССР) — киргизский государственный и политический деятель Туркестана, левый эсер, член Сырдарьинского облсовета, руководитель органов ВЧК Туркестана, секретарь ЦК КПТ, заместитель Председателя ТуркЦИК, председатель Комиссии по делам беженцев 1916 года, один из главных организаторов и руководителей пантюркисткого движения в Туркестане, член тайной политической организации «Туркестанское национальное единство».
Т. Джанузаков был одним из идеологов басмачества, пытавшихся объединить отряды басмачества на принципах туркестанского патриотизма. При этом отличался тем, что сумел пробиться и к русским крестьянам, обращался к ним в стихотворной форме, призывал их объединиться против большевиков и советской власти, считая их частью туркестанского общества. Сохранилось стихотворение, написанное Торекулом, — «Письмо крестьянину» — с призывом прекратить братоубийственную войну, затеянную большевиками.
Предположительно, организатор Верненского мятежа 1920 года.
До известной телеграммы И. Сталина от 13 июня 1922 г. поддерживал идею создания Киргизской Горной области.
Мнения и оценки исторической роли Торекула Джанузакова (Канаева) отличаются крайней полярностью. Вне зависимости от положительной или отрицательной оценки деятельности Джанузакова, многие исследователи сходятся во мнении о его существенном вкладе в поддержку бедствующих участников восстания 1916 года и возвращении беженцев из Синьцзяна.

## Биография
Родился в семье крупного манапа в местности Талды-Булак в верховьях Таласской долины (ныне — Таласский район Таласской области).
Торекул Джанузаков и выдающийся государственный деятель Туркестана Турар Рыскулов, шурин и зять, были друзьями с детства, вместе окончили в 1909 году Меркенскую русско-туземную школу-интернат и частенько мальчишками гостили в Таласе.
Как лучший выпускник он был принят переводчиком в администрацию к генерал-губернатору Туркестанского края.
Работая в царской администрации края, он много общался с представителями передовой русской интеллигенции, образованнейшими людьми России. За время службы его кандидатура рассматривалась в Государственную думу России.
Известный башкирский востоковед и политический деятель Ахмет-Заки Валидов (1890—1970) в своей книге «Воспоминания», вышедшей в свет в г. Стамбуле в 1969 г., отмечал:

Во время этого путешествия в Ташкент, Фергану, Самарканд и Бухару (Речь идет об археографической экспедиции в Туркестан в 1913—1914 гг. — Т. М. Аюпов, М. Х. Тагаев.) я обрел много новых друзей, в том числе (наряду с А. Диваевым, С. Кучуковым, Н. Тюрякуловым, М. Чокаевым, Чулпаном, М. Абдурашидхановым, Махмудходжой Бехбуди)… из киргизов в лице учителя начальной школы Ибрагима (имя приведено, видимо, ошибочно — Т. М. Аюпов, М. Х. Тагаев.) Джанузакова. Большинство из них впоследствии оказались полезными для культуры Туркестана и в моей политической деятельности, а также дружба с ними оставила мне много приятных воспоминаний… В 1914 г. я ходил в театры, на балы, вечера, которые устраивала учащаяся молодежь. В Ташкенте, на одном из таких вечеров, познакомился с одним киргизским интеллигентом по имени Ибрагим Джанузаков…— Әхмәтзәки Вәлиди Туған. Хәтирәләр // Ағизел. — 1991. — апрель. — С. 133—134.
Ссылаясь на извлечения из дневников Д. Фурманова, Джанузаков активно участвовал в восстании 16-го года и являлся одним из его руководителей.
В 1917 написал письмо-обращение «Кыргыз боорлорума», опубликованное в январе 1917 года в газете «Бирлик туы», выходившей в Ташкенте на казахском языке. В письме он призывает киргизскую молодежь приобщаться к знаниям, к достижениям современной культуры.

### Политическая деятельность
Победу Октябрьской революции Т. Джанузаков встретил восторженно и вместе со своим однокашником, Тураром Рыскуловым, активно включился в борьбу за новую жизнь. Он был одним из первых работников создаваемых тогда следственных комиссий на территории Семиреченской области, которые выполняли отдельные функции органов безопасности. На их основе затем появились органы ВЧК в Туркестане. Они сумели приютить, организовать питание для возвращающихся беженцев-киргизов из Китая, защитить от колонизаторов, привлечь последних к ответственности, согласно суровым законам тех времен.

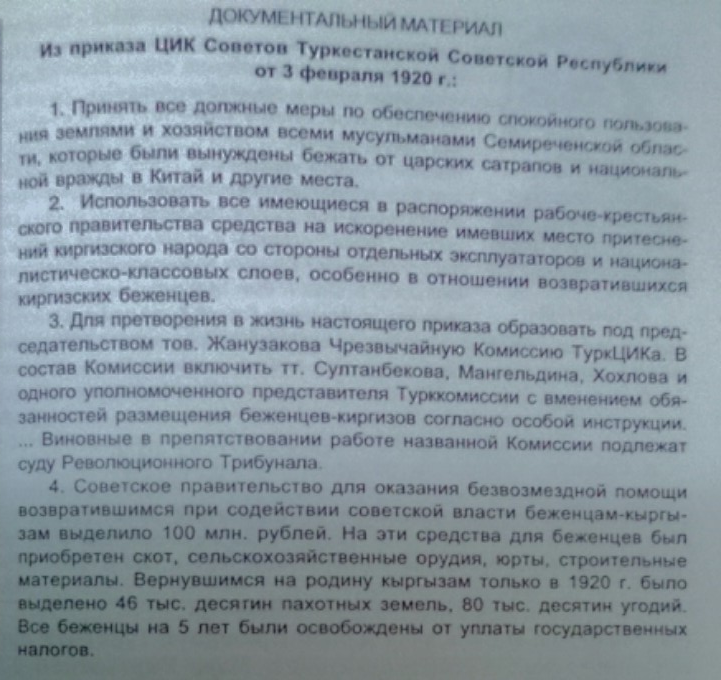
Из приказа ЦИК Советов Туркестанской Советской Республики от 3 февраля 1920 г.

Инициатору создания и председателю Комиссии по делам беженцев, участников восстания 1916 года, Т. Джанузакову, удалось освободить местное население от налогов, выделить огромные денежные суммы и другие средства материальной помощи населению Туркестана. Пользуясь имеющимися у него полномочиями, Т. Джанузаков организовал одновременно работу по расследованию наиболее жестоких проявлений великодержавного отношения кулацкого населения Чуйской и Иссык-Кульской долин по отношению к местным киргизам. Так, в результате расследования зверского убийства в 1916 году 537 безоружных киргизов — стариков, женщин и детей в районе села Беловодское им были преданы расстрелу организаторы этого преступления. Благодаря решительности Джанузакова в претворении мероприятий властей по оказанию помощи беженцам, возвращавшимся из Китая, был достигнут незамедлительный возврат прежним владельцам земельных угодий, занятых во время и сразу после восстания Но позднее эти его заботы по улучшению положения земляков были истолкованы как «искривления земельной политики».
Между военным и политическим руководством Туркестанской АССР существовали противоречия по многим вопросам. Особенно впервые два года басмаческого движения не было согласия. Политическое руководство допускало критику в адрес военных за допущенные ошибки и перегибы в борьбе с басмачеством в Туркестане. Они заключались в силовом решении вопроса борьбы с басмаческим движением, многочисленных фактах произвола и насилия, красном терроре по отношению к простому народу
Т. Джанузаков был участником Первого конгресса народов Востока, прошедшего в Баку в сентябре 1920 г., где он выступил с докладом. Джанузаков был избран в состав руководящих органов конгресса, куда вошли такие видные деятели-большевики, как С. Киров, Г. Зиновьев, С. Орджоникидзе. По возвращении в Ташкент он начал борьбу с Советской властью. В сентябре 1920 г. он принял участие в совещании 40 туркестанских делегатов этого съезда, где представители Туркестана, открыто заявив, что «недовольны деятельностью Советского правительства», призвали активизировать антисоветскую пропагандистскую работу и поднять всенародное восстание в день третьей годовщины Октябрьской революции. В октябре 1920 г. Т. Джанузаков перешёл на сторону басмаческого движения. Уже 15 декабря 1920 г. он провёл совещание вместе С. Токтобековым — Председателем ревкома Андижанского уезда, членом ТуркЦИК и с курбаши Парпи в его резиденции в Шахимардане.

Из письма Т. Рыскулова И. В. Сталину и Л. М. Кагановичу «О перегибах в связи с чисткой парторганизации в Средней Азии» от 15 декабря 1934 г. (г. Москва, Кремль) под грифом «секретно»:
В свое время много спекулировали именем Джанузакова (кара-киргиз, служивший с пользой советской власти в первый период). Этот Джаназаков был тоже на Съезде народов Востока в г. Баку. Я предполагаю, что он сгоряча и [от] обиды, может, возвратившись в Туркестан, может свернуть с пути, советовал ему ехать со мной из г. Баку прямо в г. Москву, искренне думая, что он в г. Москве переварится, и выйдет из него неплохой работник. Есть живые свидетели, слышавшие это, но тот отказался и поехал в г. Ташкент. Так как там его поджидал его смертельный враг Манап Алимбеков, и т. к. состоялось секретное решение руководящих работников его арестовать (об этом ему донесли), и я узнал об этом от других лиц, бывших свидетелями этой сцены, то Джанузаков бежал в горы к киргизам, а потом перешел к басмачам.
В 1920—1921 гг. Т. Джанузаков находился в отряде одного из крупных курбашей Ферганской долины — Парпи, действовавшего в пределах современных Ноокенского, Базар-Коргонского и Сузакского районов Джалал-Абадской области Кыргызстана и сопредельных районах Андижанской области Узбекистана.

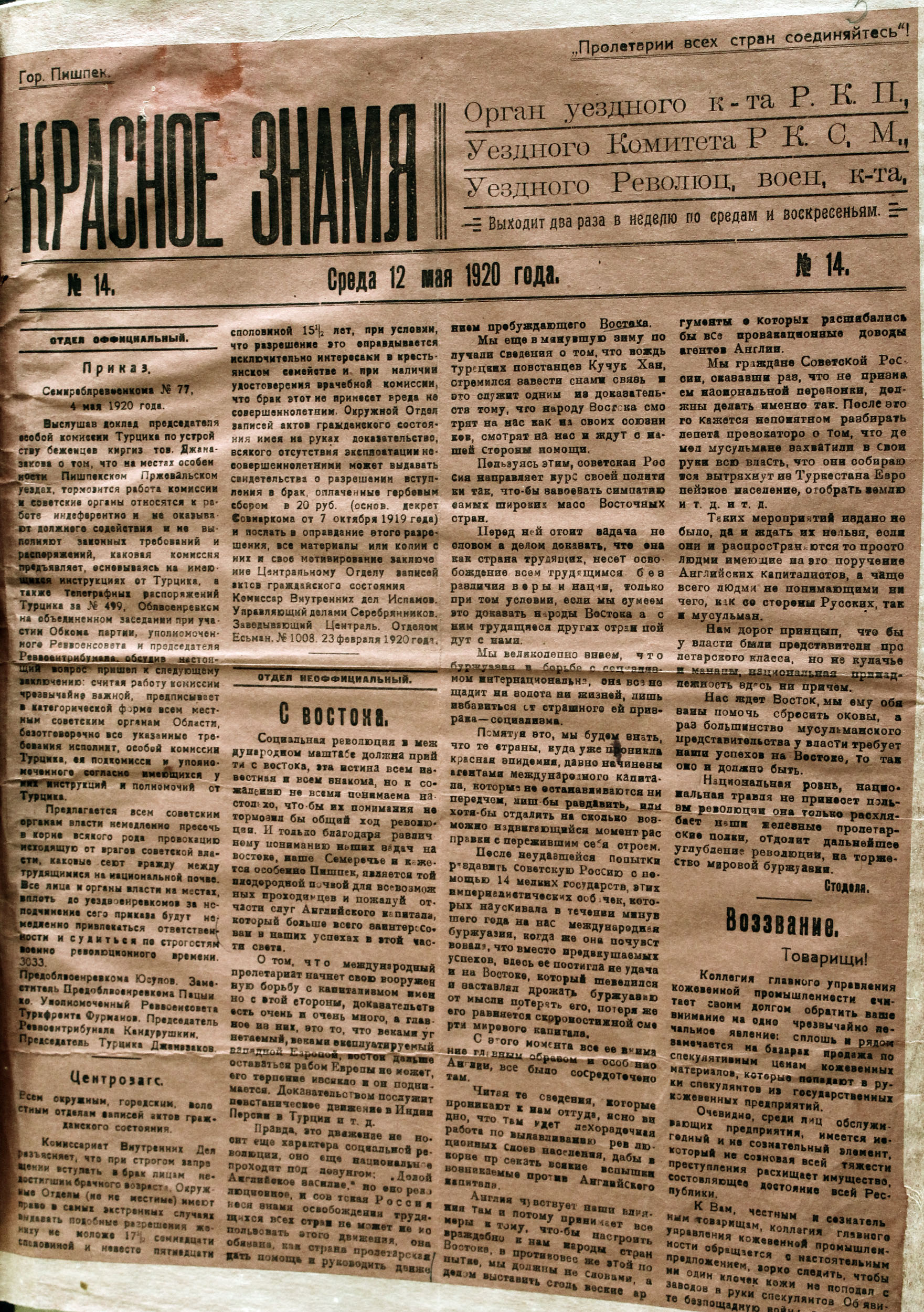
Приказ Семироблревоенкома № 77 от 4 мая 1920 года.

По сведениям бывшего резидента ВЧК-ОГПУ в Ферганской области Ф. Т. Маслова переход Т. Джанузакова в лагерь «туркестанской контрреволюции», то есть басмачей, произошёл при следующих обстоятельствах:
«В ноябре 1920 г. к курбаши Куршермату приехало несколько человек, бежавших с Кавказа от Советской власти. Среди них были бывший заместитель председателя ТурЦИК Тюрякул-мулла Джанузаков, его родственник Нурмухамед Малаев и Ильдархан Мутин, именовавший себя одним из организаторов Башкирской республики. Они объяснили, что в г. Баку Советской властью был проведен съезд народов Востока, на который их пригласили в качестве делегатов. На съезде тайно присутствовал также бывший командующий турецкими войсками в первую мировую войну Энвер-паша, параллельно организовавший свой съезд. Этот нелегальный съезд по итогам работы выдал некоторым делегатам мандаты такого содержания: „Предъявитель сего такой-то — делегат съезда народов Востока, командируется на Восток для пропаганды против социалистических идей. Подпись: Энвер-паша“… В конце ноября Куршермат отправил этих лиц в распоряжение курбаши Парпи, в его постоянную резиденцию — Коканд-кишлак. Оба они были людьми высокообразованными и интеллигентными. Поэтому им было поручено писать воззвания к европейскому населению края — крестьянам и красноармейцам…». — Личный архив к.и.н. Кунина А. И., Папка № 3, с. 47-48.

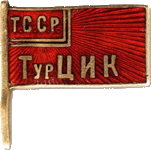
Нагрудной значок членов ЦИК ТССР.

17 декабря 1920 г. тайным агентом советских органов безопасности в адрес командующего отрядами Красной Армии в Фергане было послано секретное сообщение о том, что Т. Джанузаков на этой встрече призывал курбаши Ферганской долины к усилению движения сопротивления в регионе. В конце 1920 г. Т. Джанузаков находился в резиденции Шер Мухаммад-бека (Курширмата), где он возглавлял пропагандистскую работу: составлял призывы, распространял листовки и т. д. Позднее, в июне 1921 г., он проводил беседы с джигитами курбаши Исраила в Андижанском уезде. Ареал его пропагандистской деятельности был обширен, ею были охвачены в Ферганской долине не только коренное население, но и бойцы красноармейских частей: им он разъяснял основные цели и задачи повстанческого движения.
Во время гражданской войны усилиями Джанузакова на сторону повстанцев, состоявших преимущественно из представителей коренного народа, перешло и русское население, в особенности из Джалал-Абада и Сузака.
В марте 1921 г. Джанузаков в течение 3 дней был в Наманганском уезде — в расположении отряда курбаши Амана Палвана, среди джигитов которого он по официальной версии «провел большую агитационную работу по популяризации идей пантюркизма». На деле из тех же документов становится ясно, что бывший зампред ТуркЦИК в своих выступлениях призывал к усилению дисциплины и порядка в войсках, прекращению грабежей и насилия над мирным населением, а также отказу от убийства пленных… В то же время он пытался установить связи с атаманом А. И. Дутовым, бежавшим с остатками своих войск в Семиречье. Власти были серьёзно обеспокоены сложившимся положением. Из материалов фондов Центрального госархива Республики Узбекистан известно, что на вечернем заседании VI-го съезда Компартии Туркестана 19 августа 1921 г. её секретарь Н. Тюрякулов в своём докладе отдельно затронул вопрос об антисоветской деятельности Джанузакова. В нём говорилось:

…Т. Джанузаков сейчас находится в качестве организатора всех горских манапов и пытается объединить местное население на определённой националистической платформе. Он пускает в ход все усилия: объявляет себя законным представителем Семиреченских киргизов, уверяет, что скоро Англия окажет им вооруженную помощь, а Афганистан заключит с ними союз…— Джаркынбаев Т. Материалы по истории басмаческого движения в Ферганской области (доклады, стенографические отчеты ТуркЦИК из архивных фондов). Ош, 2003. – С. 27.

В августе 1921 года в Бухаре группой видных представителей туркестанской национальной интеллигенции был организован союз «Туркестанское национальное единство». Уже 5-7 сентября 1921 года в Самарканде на VI конгрессе Союза были утверждены его устав и знамя Туркестана. В разработке программы, устава и других документов Союза, ставившего себе целью провозглашение независимости Туркестана, как отмечал его друг и соратник, Ахмет-Заки Валидов, видную роль сыграл Торекул Джанузаков. На конгрессе было принято решение об установлении контактов со всеми курбаши и направлении к ним политических советников. Джанузаков сыграл огромную роль в идейном сплочении национально-освободительного движения в Ферганской долине. Среди повстанцев он был известен под псевдонимом «Канаев».

Часто также используются флаги с желтыми полосами вместо белых, с красным или розовым прямоугольником вместо оранжевого, без голубой окантовки.

#### Задержание и расстрел
10 (20) октября 1921 г. Джанузаков передает по нескольким адресам доклад-просьбу об его амнистировании.
Я. Х. Петерс, полномочный представитель ВЧК в Туркестане и начальник Ташкентской ЧК, лично дает разведке повторное задание срочно ликвидировать Т. Джанузакова, поскольку его бывшие соратники в ТуркЦИК (особенно его председатель Х. Алиев) активно добивались амнистии для него и были близки к успеху.
Чекисты взяли в заложники 75-летнего отца курбаши Исраиля, а за его освобождение потребовали от курбаши выдать им Т. Джанузакова. В результате Исраиль вынужден был вызвать Джанузакова в Арсланбоб, якобы на совещание, а по прибытии — арестовать и отправить в с. Советское П. М. Богомолову — сотруднику отдела контрразведки штаба Андижано-Ошского боерайона. Однако Т. Джанузакову удалось договориться с конвоирующим его курбаши Абдулладжаном, и тот дал ему возможность бежать.
Позже Т. Джанузаков все же был арестован органами ЧК и отправлен под конвоем в Джалал-Абад. По пути, недалеко от перевала Хушвахт-Бель (возле с. Ахман), отряд милиции попал в засаду, организованную курбаши Батырбеком, и «в ходе завязавшейся перестрелки Т. Джанузаков был убит при попытке бегства».

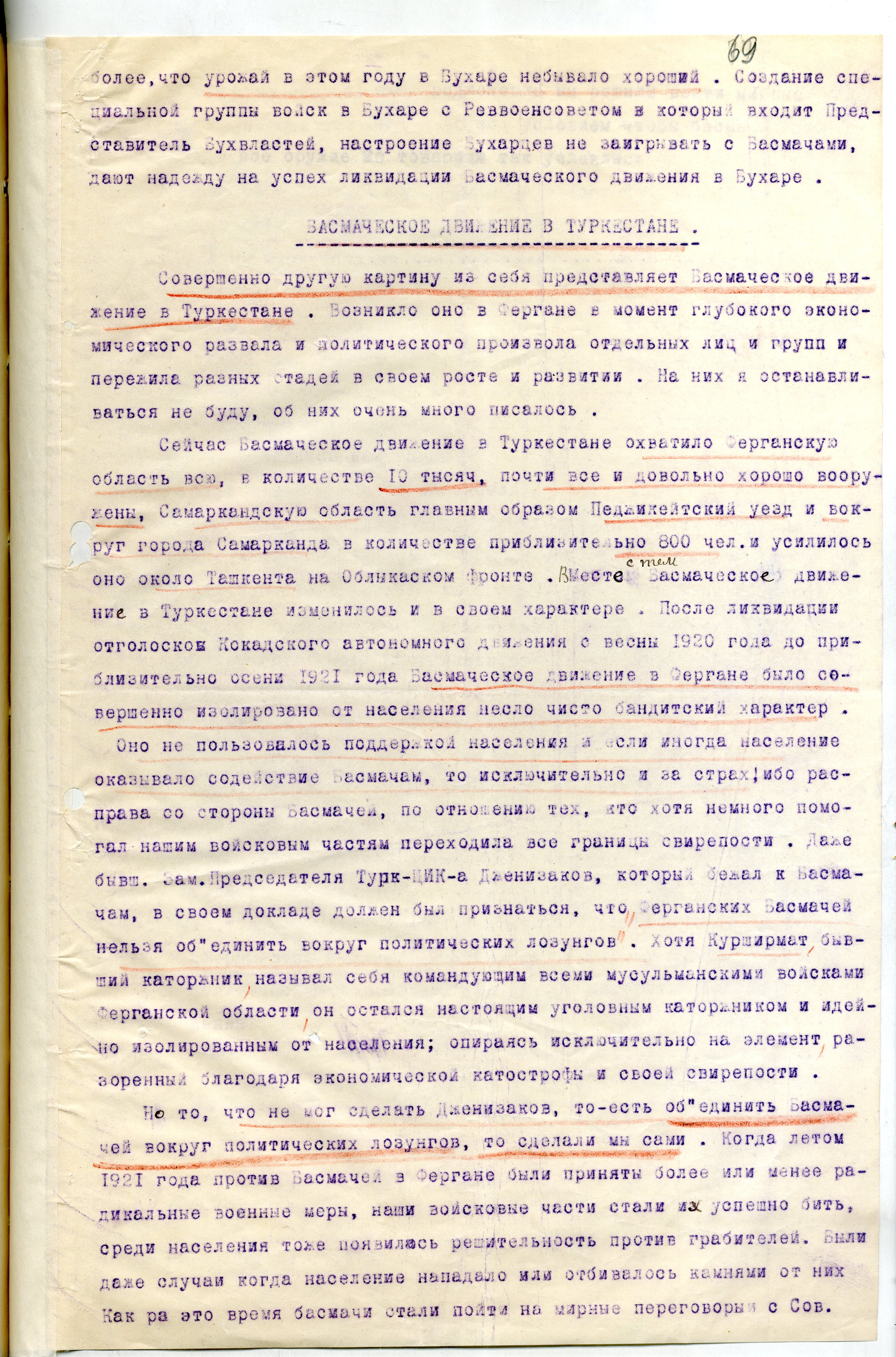
Докладная записка Я. Петерса «Басмаческое движение в Средней Азии и борьба с ним» (15 июня 1922 года).

 На следующий день П. М. Богомолов, руководитель Андижанского облЧК, выехал с докладом в Коканд и дальше к полпреду в Ташкент.
Доклад Полномочного Представителя ВЧК на территории Туркестанской Республики в Президиум ВЧК от 17 ноября 1921 г.:

… К делу подходим серьезно. Нами был завербован один из арестованных…, дали ему возможность удрать, и он находится сейчас в Фергане, в самой басмаческой обстановке. Упомянутый в докладе Джанузаков, играющий в этом деле, пожалуй, самую ответственную роль, все время находился в Фергане у басмачей. В бытность мою в Фергане, я дал задание агентуре во что бы то ни стало поймать Джанузакова и оставил довольно крупную сумму для этой цели. Первая попытка была неудачной, Джанузаков ускользнул, но захватили его портфель с чрезвычайно важной перепиской, только беда в том, что во время боя портфель утонул в реке. Другая попытка удалась. Джанузаков был захвачен, но по пути на наш отряд напали басмачи и боясь потерять Джанузакова, он был убит отрядом и получили исключительно его труп. На днях получил телеграмму тов. Эйхманса, что удалось разыскать его бумаги, очень ценные, переписку по улемистскому делу, которая будет доставлена мне в ближайшее время. Хотя ещё до ареста упомянутых лиц, направляющихся к английскому и японскому консулу, нам было известно о существовании в Туркестане улемистской организации, при её ликвидации сейчас же возник вопрос: является ли эта организация улемистской или захватили мы элементы нескольких организаций?— Из истории органов государственной безопасности Туркестанской Республики. Сб. документов и материалов, 1918—1924 гг. Вып. 2. — М., 1971. — С. 130.
Из письма Н. Тюрякулова Г. И. Сафарову о Туркестане от 10 ноября 1921 г. (г. Ташкент):
Передаю некоторые новости:
Джанузаков прислал письмо с просьбою амнистии, чтобы Вы и Ходжанов без отряда и оружия поехали к нему на свидание в Джелал-Абад. Это было недели 2 тому назад.
Третьего дня отдан был приказ 3-го дня получили сообщение, что Андижанское  Политбюро арестовало Джанузакова в Избаскенте. Сегодня получили сообщение, что  он «во время нападения басмачей в Базар-Курган, убит (кем и при каких обстоятельствах неизвестно). Это сделано, как говорил Петерс, в нарушение его указаний. Очередное Ферганское головотяпство. Потеряли возможность использовать человека, который безусловно знал секреты басмаческого механизма.
Летом 1922 года ТуркЦИК вынес решение амнистировать «Джуназакова Мулла Тюрякула».

### Общественная деятельность
Параллельно с участием в национально-освободительном движении, Торекул Джанузаков занимался научными изысканиями: собирал фольклор, вел археографические и этнографические исследования. Особый интерес вызывает эпизод, приведенный А.-З. Валидовым в уже упоминавшихся «Воспоминаниях». В нём башкирский ученый излагает следующее:

«…Вариант дастана „Манас“, изданный Радловым, значительно отличался от наиболее полного варианта, записанного в XIX в. арабской графикой, который мне передал в Ташкенте Абубакир Диваев. Многие его места уже не поддавались прочтению. Записи, находившиеся в моих руках, относились к периоду до того, как русские завоевали Туркестан — к эпохе Кокандского ханства и всего насчитывался 60 тысяч строк. Мы с Джанузаковым хотели издать это произведение арабским шрифтом. Этот дастан 8 лет находился у меня. В 1920 г. Джанузаков, будучи на съезде народов Востока в Баку, выпросил его у меня на время, но спустя год он пал смертью храбрых в войне против Советов в Фергане и эта запись была утеряна. Наши планы о совместном издании „Манаса“ так и не осуществились…».— Әхмәтзәки Вәлиди Туған. Хәтирәләр // Ағизел. — 1991. — апрель. — С. 134.

## В культуре, искусстве и языке
В 1980 году по одноименному роману Д. Фурманова МХАТ им. Горького и Творческим объединением «Экран» был снят фильм-спектакль «Мятеж», в котором роль Торекула Джанузакова принадлежит Заслуженному артисту РСФСР, Виталию Белякову. Благодаря тому же роману в Советском Союзе «джиназаковщина» начала отождествляться с буржуазным национализмом и шовинизмом.